# مسجد الشرباتي
مسجد الشرباتي هو مسجد من مساجد مدينة تونس يقع بالحجّامين بربض باب الجزيرة، جنوب المدينة.

## الموقع
يقع الجامع بنهج الحجّامين، بالقرب من باب الجديد.

## التّسمية
استمدّ المسجد تسميته من اسم مؤسّسه الشيخ الشرباجي أو الشيخ الشرباتي، كما هو مذكور باللّوحة الرّخاميّة.

## التّاريخ
تمّ بناؤه سنة 1933 ميلادي الموافق لهجري في العهد الحسيني، وقع إعادة ترميمه مرّتين، مرّة أولى تحت إشراف أحمد باي بن علي باي بدعم من الشّيخ أحمد بن الحاج محمّد، و مرّة ثانية في 20 جويلية 2012 غرة رمضان 1344.

## معرض الصّور

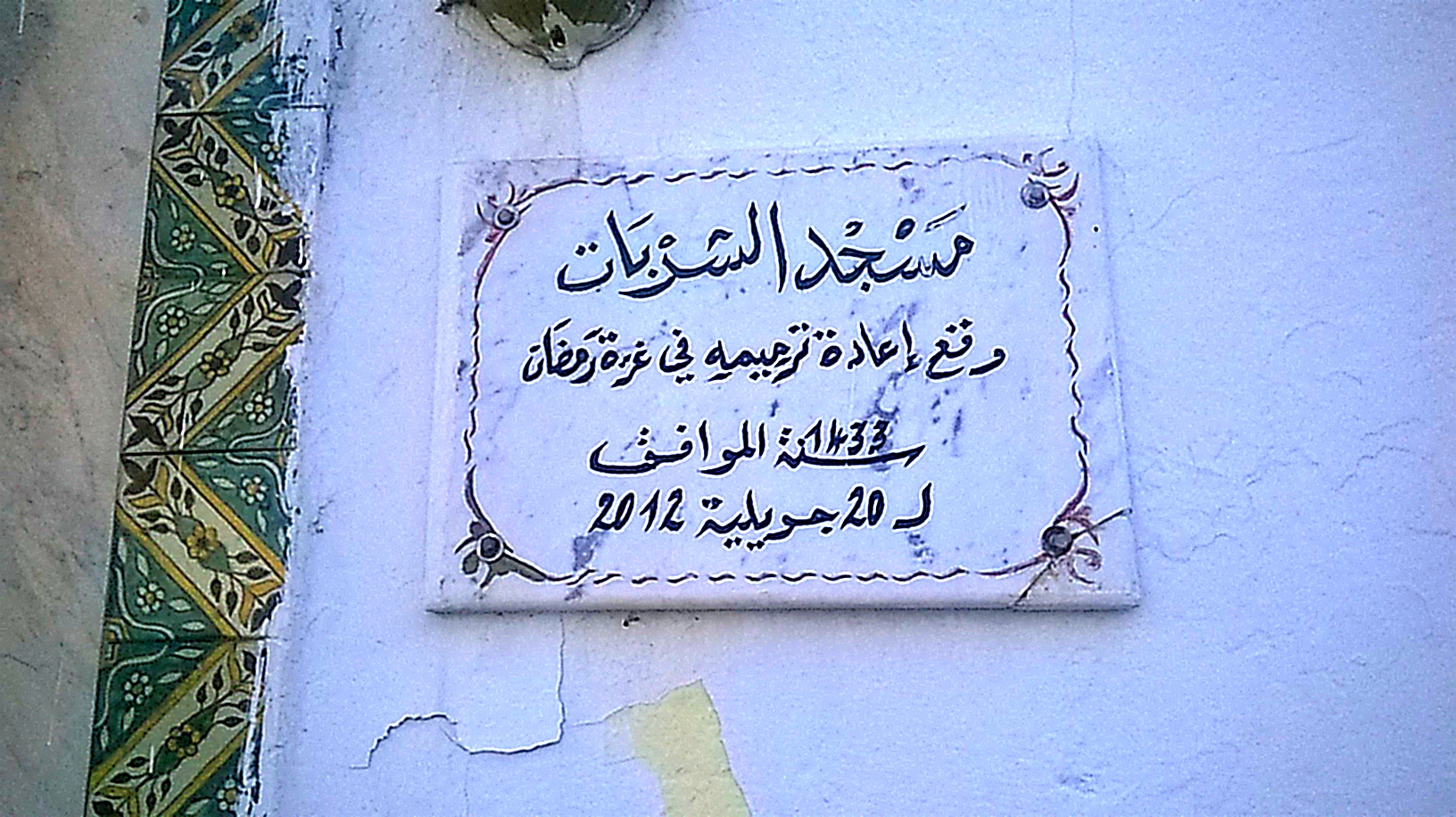
لوحة رخاميّة تحمل تاريخ إعادة ترميم المسجد
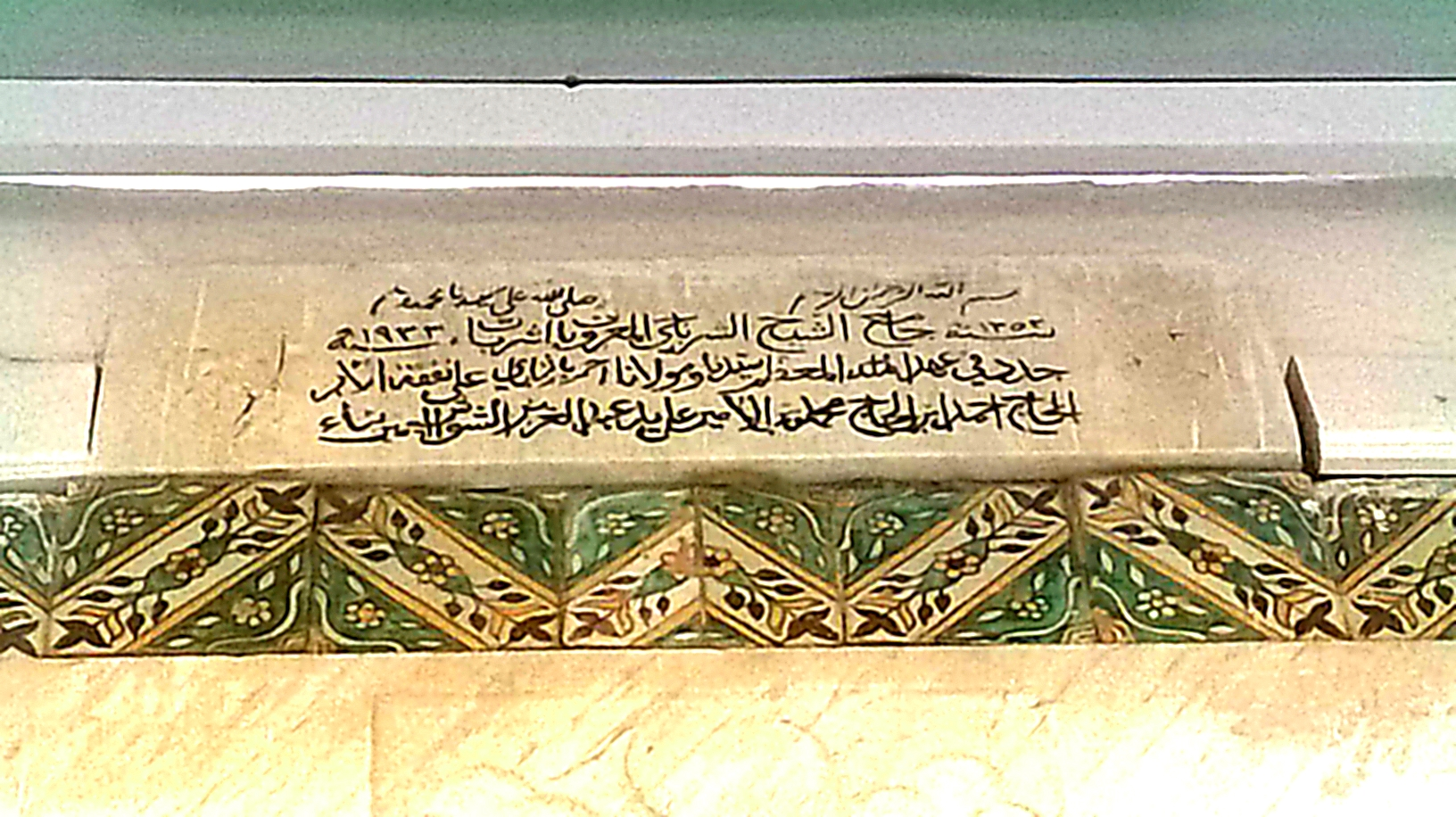
لوحة رخاميّة موجودة بالمسجد